# Trois Jours de La Panne 2016
La 40e édition des Trois Jours de La Panne a eu lieu du 29 au 31 mars 2016. La course fait partie du calendrier UCI Europe Tour 2016 en catégorie 2.HC.
L'épreuve a été remportée par le Néerlandais Lieuwe Westra (Astana), qui s'impose treize secondes devant le Norvégien Alexander Kristoff (Katusha), vainqueur de la première étape, et seize secondes devant son coéquipier le Kazakh Alexey Lutsenko.
Alexander Kristoff gagne le classement par points tandis que le Belge Loïc Vliegen (BMC Racing) s'adjuge celui de la montagne. Le Néerlandais Danny van Poppel (Sky) remporte quant à lui le classement des rushs et la formation kazakhe Astana celui de la meilleure équipe.

## Présentation

### Équipes
Classés en catégorie 2.HC de l'UCI Europe Tour, les Trois Jours de La Panne sont par conséquent ouverts aux WorldTeams dans la limite de 70 % des équipes participantes, aux équipes continentales professionnelles, aux équipes continentales belges, aux équipes continentales étrangères dans la limite de deux, et à une équipe nationale belge.
Vingt-deux équipes participent à ces Trois Jours de La Panne - onze WorldTeams et onze équipes continentales professionnelles :
| UCI WorldTeams   | UCI WorldTeams | UCI WorldTeams |
| Nom de l'équipe  | Pays           | Code           |
| ---------------- | -------------- | -------------- |
| Astana           | Kazakhstan     | AST            |
| BMC Racing       | États-Unis     | BMC            |
| Cannondale       | États-Unis     | CPT            |
| Etixx-Quick Step | Belgique       | EQS            |
| FDJ              | France         | FDJ            |
| Katusha          | Russie         | KAT            |
| Lampre-Merida    | Italie         | LAM            |
| Lotto-Soudal     | Belgique       | LTS            |
| Orica-GreenEDGE  | Australie      | OGE            |
| Sky              | Royaume-Uni    | SKY            |
| Tinkoff          | Russie         | TNK            |

| Équipes continentales professionnelles | Équipes continentales professionnelles | Équipes continentales professionnelles |
| Nom de l'équipe                        | Pays                                   | Code                                   |
| -------------------------------------- | -------------------------------------- | -------------------------------------- |
| Bardiani CSF                           | Italie                                 | BAR                                    |
| Bora-Argon 18                          | Allemagne                              | BOA                                    |
| Cofidis                                | France                                 | COF                                    |
| Direct Énergie                         | France                                 | DEN                                    |
| Gazprom-RusVelo                        | Russie                                 | GAZ                                    |
| Nippo-Vini Fantini                     | Italie                                 | NIP                                    |
| ONE                                    | Royaume-Uni                            | ONE                                    |
| Roompot-Oranje Peloton                 | Pays-Bas                               | ROP                                    |
| Southeast-Venezuela                    | Italie                                 | STH                                    |
| Stölting Service Group                 | Allemagne                              | SSG                                    |
| Topsport Vlaanderen-Baloise            | Belgique                               | TSV                                    |

## Étapes
Cette édition des Trois Jours de La Panne est constituée de quatre étapes réparties sur trois jours pour un total de 541,8 kilomètres à parcourir.
| Étape      | Date    | Villes étapes       | type                        | Distance (km) | Vainqueur d'étape  | Leader du classement général |
| ---------- | ------- | ------------------- | --------------------------- | ------------- | ------------------ | ---------------------------- |
| 1re étape  | 29 mars | La Panne – Zottegem | étape vallonnée             | 198,2         | Alexander Kristoff | Alexander Kristoff           |
| 2e étape   | 30 mars | Zottegem – Coxyde   | étape de plaine             | 211,1         | Elia Viviani       | Alexander Kristoff           |
| 3e a étape | 31 mars | La Panne – La Panne | étape de plaine             | 111,5         | Marcel Kittel      | Alexander Kristoff           |
| 3e b étape | 31 mars | La Panne – La Panne | contre-la-montre individuel | 14,2          | Maciej Bodnar      | Lieuwe Westra                |

## Déroulement de la course

### 1reétape
| Classement de l'étape | Classement de l'étape | Classement de l'étape | Classement de l'étape  | Classement de l'étape |
|                       | Coureur               | Pays                  | Équipe                 | Temps                 |
| --------------------- | --------------------- | --------------------- | ---------------------- | --------------------- |
| 1er                   | Alexander Kristoff    | Norvège               | Katusha                | en 4 h 22 min 34 s    |
| 2e                    | Alexey Lutsenko       | Kazakhstan            | Astana                 | + 0 s                 |
| 3e                    | Lieuwe Westra         | Pays-Bas              | Astana                 | + 0 s                 |
| 4e                    | Mads Pedersen         | Danemark              | Stölting Service Group | + 29 s                |
| 5e                    | Luke Rowe             | Royaume-Uni           | Sky                    | + 29 s                |
| 6e                    | Pim Ligthart          | Pays-Bas              | Lotto-Soudal           | + 36 s                |
| 7e                    | Manuel Belletti       | Italie                | Southeast-Venezuela    | + 36 s                |
| 8e                    | Juraj Sagan           | Slovaquie             | Tinkoff                | + 36 s                |
| 9e                    | Sean De Bie           | Belgique              | Lotto-Soudal           | + 36 s                |
| 10e                   | Marco Haller          | Autriche              | Katusha                | + 36 s                |
| modifier              |                       |                       |                        |                       |

| Classement général | Classement général | Classement général | Classement général     | Classement général |
|                    | Coureur            | Pays               | Équipe                 | Temps              |
| ------------------ | ------------------ | ------------------ | ---------------------- | ------------------ |
| 1er                | Alexander Kristoff | Norvège            | Katusha                | en 4 h 22 min 24 s |
| 2e                 | Alexey Lutsenko    | Kazakhstan         | Astana                 | + 1 s              |
| 3e                 | Lieuwe Westra      | Pays-Bas           | Astana                 | + 6 s              |
| 4e                 | Mads Pedersen      | Danemark           | Stölting Service Group | + 39 s             |
| 5e                 | Luke Rowe          | Royaume-Uni        | Sky                    | + 39 s             |
| 6e                 | Luke Durbridge     | Australie          | Orica-GreenEDGE        | + 42 s             |
| 7e                 | Tony Martin        | Allemagne          | Etixx-Quick Step       | + 44 s             |
| 8e                 | Rick Zabel         | Allemagne          | BMC Racing             | + 44 s             |
| 9e                 | Michael Mørkøv     | Danemark           | Katusha                | + 45 s             |
| 10e                | Pim Ligthart       | Pays-Bas           | Lotto-Soudal           | + 46 s             |
| modifier           |                    |                    |                        |                    |

### 2eétape
| Classement de l'étape | Classement de l'étape | Classement de l'étape | Classement de l'étape       | Classement de l'étape |
|                       | Coureur               | Pays                  | Équipe                      | Temps                 |
| --------------------- | --------------------- | --------------------- | --------------------------- | --------------------- |
| 1er                   | Elia Viviani          | Italie                | Sky                         | en 5 h 1 min 4 s      |
| 2e                    | Marcel Kittel         | Allemagne             | Etixx-Quick Step            | m.t                   |
| 3e                    | Alexander Kristoff    | Norvège               | Katusha                     | m.t                   |
| 4e                    | Amaury Capiot         | Belgique              | Topsport Vlaanderen-Baloise | m.t                   |
| 5e                    | Adrien Petit          | France                | Direct Énergie              | m.t                   |
| 6e                    | Raymond Kreder        | Pays-Bas              | Roompot-Oranje Peloton      | m.t                   |
| 7e                    | Paolo Simion          | Italie                | Bardiani CSF                | m.t                   |
| 8e                    | Marc Sarreau          | France                | FDJ                         | m.t                   |
| 9e                    | Erik Baška            | Slovaquie             | Tinkoff                     | m.t                   |
| 10e                   | Ivan Savitskiy        | Russie                | Gazprom-RusVelo             | m.t                   |
| modifier              |                       |                       |                             |                       |

| Classement général | Classement général | Classement général | Classement général          | Classement général |
|                    | Coureur            | Pays               | Équipe                      | Temps              |
| ------------------ | ------------------ | ------------------ | --------------------------- | ------------------ |
| 1er                | Alexander Kristoff | Norvège            | Katusha                     | en 9 h 23 min 24 s |
| 2e                 | Alexey Lutsenko    | Kazakhstan         | Astana                      | + 5 s              |
| 3e                 | Lieuwe Westra      | Pays-Bas           | Astana                      | + 10 s             |
| 4e                 | Mads Pedersen      | Danemark           | Stölting Service Group      | + 43 s             |
| 5e                 | Bert Van Lerberghe | Belgique           | Topsport Vlaanderen-Baloise | + 45 s             |
| 6e                 | Luke Durbridge     | Australie          | Orica-GreenEDGE             | + 46 s             |
| 7e                 | Rick Zabel         | Allemagne          | BMC Racing                  | + 48 s             |
| 8e                 | Tony Martin        | Allemagne          | Etixx-Quick Step            | + 48 s             |
| 9e                 | Michael Mørkøv     | Danemark           | Katusha                     | + 49 s             |
| 10e                | Amaury Capiot      | Belgique           | Topsport Vlaanderen-Baloise | + 50 s             |
| modifier           |                    |                    |                             |                    |

### 3ea étape
| Classement de l'étape | Classement de l'étape | Classement de l'étape | Classement de l'étape       | Classement de l'étape |
|                       | Coureur               | Pays                  | Équipe                      | Temps                 |
| --------------------- | --------------------- | --------------------- | --------------------------- | --------------------- |
| 1er                   | Marcel Kittel         | Allemagne             | Etixx-Quick Step            | en 2 h 27 min 3 s     |
| 2e                    | Phil Bauhaus          | Allemagne             | Bora-Argon 18               | m.t                   |
| 3e                    | Alexander Kristoff    | Norvège               | Katusha                     | m.t                   |
| 4e                    | Amaury Capiot         | Belgique              | Topsport Vlaanderen-Baloise | m.t                   |
| 5e                    | Luka Mezgec           | Slovénie              | Orica-GreenEDGE             | m.t                   |
| 6e                    | Marc Sarreau          | France                | FDJ                         | m.t                   |
| 7e                    | Michael Van Staeyen   | Belgique              | Cofidis                     | m.t                   |
| 8e                    | Erik Baška            | Slovaquie             | Tinkoff                     | m.t                   |
| 9e                    | Raymond Kreder        | Pays-Bas              | Roompot-Oranje Peloton      | m.t                   |
| 10e                   | Marko Kump            | Slovénie              | Lampre-Merida               | m.t                   |
| modifier              |                       |                       |                             |                       |

| Classement général | Classement général | Classement général | Classement général          | Classement général  |
|                    | Coureur            | Pays               | Équipe                      | Temps               |
| ------------------ | ------------------ | ------------------ | --------------------------- | ------------------- |
| 1er                | Alexander Kristoff | Norvège            | Katusha                     | en 11 h 50 min 25 s |
| 2e                 | Alexey Lutsenko    | Kazakhstan         | Astana                      | + 7 s               |
| 3e                 | Lieuwe Westra      | Pays-Bas           | Astana                      | + 12 s              |
| 4e                 | Mads Pedersen      | Danemark           | Stölting Service Group      | + 45 s              |
| 5e                 | Bert Van Lerberghe | Belgique           | Topsport Vlaanderen-Baloise | + 47 s              |
| 6e                 | Luke Durbridge     | Australie          | Orica-GreenEDGE             | + 48 s              |
| 7e                 | Rick Zabel         | Allemagne          | BMC Racing                  | + 50 s              |
| 8e                 | Tony Martin        | Allemagne          | Etixx-Quick Step            | + 50 s              |
| 9e                 | Michael Mørkøv     | Danemark           | Katusha                     | + 51 s              |
| 10e                | Amaury Capiot      | Belgique           | Topsport Vlaanderen-Baloise | + 52 s              |
| modifier           |                    |                    |                             |                     |

### 3eb étape
| Classement de l'étape | Classement de l'étape | Classement de l'étape | Classement de l'étape | Classement de l'étape |
|                       | Coureur               | Pays                  | Équipe                | Temps                 |
| --------------------- | --------------------- | --------------------- | --------------------- | --------------------- |
| 1er                   | Maciej Bodnar         | Pologne               | Tinkoff               | en 17 min 39 s        |
| 2e                    | Tony Martin           | Allemagne             | Etixx-Quick Step      | + 0 s                 |
| 3e                    | Tom Bohli             | Suisse                | BMC Racing            | + 0 s                 |
| 4e                    | Lieuwe Westra         | Pays-Bas              | Astana                | + 3 s                 |
| 5e                    | Johan Le Bon          | France                | FDJ                   | + 19 s                |
| 6e                    | Sylvain Chavanel      | France                | Direct Énergie        | + 22 s                |
| 7e                    | Alexey Lutsenko       | Kazakhstan            | Astana                | + 24 s                |
| 8e                    | Alexander Kristoff    | Norvège               | Katusha               | + 28 s                |
| 9e                    | Stefan Küng           | Suisse                | BMC Racing            | + 29 s                |
| 10e                   | Luke Durbridge        | Australie             | Orica-GreenEDGE       | + 31 s                |
| modifier              |                       |                       |                       |                       |

## Classements finals

### Classement général final
| Classement général final | Classement général final | Classement général final | Classement général final | Classement général final |
|                          | Coureur                  | Pays                     | Équipe                   | Temps                    |
| ------------------------ | ------------------------ | ------------------------ | ------------------------ | ------------------------ |
| 1er                      | Lieuwe Westra            | Pays-Bas                 | Astana                   | en 12 h 8 min 19 s       |
| 2e                       | Alexander Kristoff       | Norvège                  | Katusha                  | + 13 s                   |
| 3e                       | Alexey Lutsenko          | Kazakhstan               | Astana                   | + 16 s                   |
| 4e                       | Tony Martin              | Allemagne                | Etixx-Quick Step         | + 35 s                   |
| 5e                       | Sylvain Chavanel         | France                   | Direct Énergie           | + 59 s                   |
| 6e                       | Luke Durbridge           | Australie                | Orica-GreenEDGE          | + 1 min 4 s              |
| 7e                       | Stefan Küng              | Suisse                   | BMC Racing               | + 1 min 6 s              |
| 8e                       | Mads Pedersen            | Danemark                 | Stölting Service Group   | + 1 min 19 s             |
| 9e                       | Nils Politt              | Allemagne                | Katusha                  | + 1 min 19 s             |
| 10e                      | Johan Le Bon             | France                   | FDJ                      | + 1 min 19 s             |
| modifier                 |                          |                          |                          |                          |

### Classements annexes
| Classement par points | Classement par points | Classement par points | Classement par points | Classement par points |
| --------------------- | --------------------- | --------------------- | --------------------- | --------------------- |
|                       | Coureur               | Pays                  | Équipe                | Point(s)              |
| 1er                   | Alexander Kristoff    | Norvège               | Katusha               | 47 points             |
| 2e                    | Marcel Kittel         | Allemagne             | Etixx-Quick Step      | 28 pts                |
| 3e                    | Lieuwe Westra         | Pays-Bas              | Astana                | 23 pts                |
| modifier              |                       |                       |                       |                       |

| Classement de la montagne | Classement de la montagne | Classement de la montagne | Classement de la montagne   | Classement de la montagne |
| ------------------------- | ------------------------- | ------------------------- | --------------------------- | ------------------------- |
|                           | Coureur                   | Pays                      | Équipe                      | Point(s)                  |
| 1er                       | Loïc Vliegen              | Belgique                  | BMC Racing                  | 28 points                 |
| 2e                        | Lieuwe Westra             | Pays-Bas                  | Astana                      | 26 pts                    |
| 3e                        | Bert Van Lerberghe        | Belgique                  | Topsport Vlaanderen-Baloise | 24 pts                    |
| modifier                  |                           |                           |                             |                           |

| Classement des rushs | Classement des rushs | Classement des rushs | Classement des rushs        | Classement des rushs |
| -------------------- | -------------------- | -------------------- | --------------------------- | -------------------- |
|                      | Coureur              | Pays                 | Équipe                      | Point(s)             |
| 1er                  | Danny van Poppel     | Pays-Bas             | Sky                         | 6 points             |
| 2e                   | Pim Ligthart         | Pays-Bas             | Lotto-Soudal                | 5 pts                |
| 3e                   | Bert Van Lerberghe   | Belgique             | Topsport Vlaanderen-Baloise | 5 pts                |
| modifier             |                      |                      |                             |                      |

| Classement par équipes | Classement par équipes      | Classement par équipes | Classement par équipes |
|                        | Équipe                      | Pays                   | Temps                  |
| ---------------------- | --------------------------- | ---------------------- | ---------------------- |
| 1re                    | Astana                      | Kazakhstan             | en 35 h 32 min 39 s    |
| 2e                     | Katusha                     | Russie                 | + 36 s                 |
| 3e                     | Topsport Vlaanderen-Baloise | Belgique               | + 1 min 12 s           |
| modifier               |                             |                        |                        |

### UCI Europe Tour
Ces Trois Jours de La Panne attribuent des points pour l'UCI Europe Tour 2016, y compris aux coureurs faisant partie d'une équipe ayant un label WorldTeam. De plus la course donne le même nombre de points individuellement à tous les coureurs pour le Classement mondial UCI 2016.
| Position           | 1er | 2e  | 3e  | 4e  | 5e | 6e | 7e | 8e | 9e | 10e | 11e | 12e | 13e | 14e | 15e | 16e à 30e | 31e à 40e |
| Classement général | 200 | 150 | 125 | 100 | 85 | 70 | 60 | 50 | 40 | 35  | 30  | 25  | 20  | 15  | 10  | 5         | 3         |
| Par étape          | 20  | 10  | 5   |     |    |    |    |    |    |     |     |     |     |     |     |           |           |
| Leader, par étape  | 5   |     |     |     |    |    |    |    |    |     |     |     |     |     |     |           |           |

| Cycliste           | Équipe                      | Général | Étape | Leader | Total |
| ------------------ | --------------------------- | ------- | ----- | ------ | ----- |
| Lieuwe Westra      | Astana                      | 200     | 5     | -      | 205   |
| Alexander Kristoff | Katusha                     | 150     | 30    | 15     | 195   |
| Alexey Lutsenko    | Astana                      | 125     | 10    | -      | 135   |
| Tony Martin        | Etixx-Quick Step            | 100     | 10    | -      | 110   |
| Sylvain Chavanel   | Direct Énergie              | 85      | -     | -      | 85    |
| Luke Durbridge     | Orica-GreenEDGE             | 70      | -     | -      | 70    |
| Stefan Küng        | BMC Racing                  | 60      | -     | -      | 60    |
| Mads Pedersen      | Stölting Service Group      | 50      | -     | -      | 50    |
| Nils Politt        | Katusha                     | 40      | -     | -      | 40    |
| Johan Le Bon       | FDJ                         | 35      | -     | -      | 35    |
| Dmitriy Gruzdev    | Astana                      | 30      | -     | -      | 30    |
| Marcel Kittel      | Etixx-Quick Step            | -       | 30    | -      | 30    |
| Berden de Vries    | Roompot-Oranje Peloton      | 25      | -     | -      | 25    |
| Maciej Bodnar      | Tinkoff                     | -       | 20    | -      | 20    |
| Elia Viviani       | Sky                         | -       | 20    | -      | 20    |
| Rick Zabel         | BMC Racing                  | 20      | -     | -      | 20    |
| Laurens De Vreese  | Astana                      | 15      | -     | -      | 15    |
| Phil Bauhaus       | Bora-Argon 18               | -       | 10    | -      | 10    |
| Alex Kirsch        | Stölting Service Group      | 10      | -     | -      | 10    |
| Tom Bohli          | BMC Racing                  | 3       | 5     | -      | 8     |
| Amaury Capiot      | Topsport Vlaanderen-Baloise | 5       | -     | -      | 5     |
| Sonny Colbrelli    | Bardiani CSF                | 5       | -     | -      | 5     |
| Alberto Bettiol    | Cannondale                  | 5       | -     | -      | 5     |
| Iuri Filosi        | Nippo-Vini Fantini          | 5       | -     | -      | 5     |
| Pim Ligthart       | Lotto-Soudal                | 5       | -     | -      | 5     |
| Michael Mørkøv     | Katusha                     | 5       | -     | -      | 5     |
| Filippo Pozzato    | Southeast-Venezuela         | 5       | -     | -      | 5     |
| Juraj Sagan        | Tinkoff                     | 5       | -     | -      | 5     |
| Florian Sénéchal   | Cofidis                     | 5       | -     | -      | 5     |
| Dylan Teuns        | BMC Racing                  | 5       | -     | -      | 5     |
| Nikolay Trusov     | Tinkoff                     | 5       | -     | -      | 5     |
| Gijs Van Hoecke    | Topsport Vlaanderen-Baloise | 5       | -     | -      | 5     |
| Bert Van Lerberghe | Topsport Vlaanderen-Baloise | 5       | -     | -      | 5     |
| Danny van Poppel   | Sky                         | 5       | -     | -      | 5     |
| Loïc Vliegen       | BMC Racing                  | 5       | -     | -      | 5     |
| Ryan Anderson      | Direct Énergie              | 3       | -     | -      | 3     |
| Jan Bárta          | Bora-Argon 18               | 3       | -     | -      | 3     |
| Maxime Farazijn    | Topsport Vlaanderen-Baloise | 3       | -     | -      | 3     |
| Sander Helven      | Topsport Vlaanderen-Baloise | 3       | -     | -      | 3     |
| Gert Jõeäär        | Cofidis                     | 3       | -     | -      | 3     |
| Mirco Maestri      | Bardiani CSF                | 3       | -     | -      | 3     |
| Hayden McCormick   | ONE                         | 3       | -     | -      | 3     |
| Jonas Rickaert     | Topsport Vlaanderen-Baloise | 3       | -     | -      | 3     |
| Stijn Steels       | Topsport Vlaanderen-Baloise | 3       | -     | -      | 3     |

## Évolution des classements
| Étape              | Vainqueur          | Classement général | Classement par points | Classement de la montagne | Classement des rushs | Classement par équipes | Coureur le plus combatif |
| ------------------ | ------------------ | ------------------ | --------------------- | ------------------------- | -------------------- | ---------------------- | ------------------------ |
| 1                  | Alexander Kristoff | Alexander Kristoff | Alexander Kristoff    | Loïc Vliegen              | Danny van Poppel     | Astana                 | Lieuwe Westra            |
| 2                  | Elia Viviani       | Alexander Kristoff | Alexander Kristoff    | Loïc Vliegen              | Danny van Poppel     | Astana                 | Pim Ligthart             |
| 3a                 | Marcel Kittel      | Alexander Kristoff | Alexander Kristoff    | Loïc Vliegen              | Danny van Poppel     | Astana                 | Stijn Steels             |
| 3b                 | Maciej Bodnar      | Lieuwe Westra      | Alexander Kristoff    | Loïc Vliegen              | Danny van Poppel     | Astana                 | Non décerné              |
| Classements finals | Classements finals | Lieuwe Westra      | Alexander Kristoff    | Loïc Vliegen              | Danny van Poppel     | Astana                 | Non décerné              |

## Liste des participants
- Liste des participants

| Katusha KAT                                               | Katusha KAT                  | Katusha KAT |
| --------------------------------------------------------- | ---------------------------- | ----------- |
| Num                                                       | Coureur                      | Pos         |
| 1                                                         | Alexander Kristoff (NOR)     | 2e          |
| 2                                                         | Viatcheslav Kouznetsov (RUS) | NP-3a       |
| 3                                                         | Jacopo Guarnieri (ITA)       | NP-3b       |
| 4                                                         | Marco Haller (AUT) (Route)   | NP-3b       |
| 5                                                         | Sergueï Lagoutine (RUS)      | NP-3b       |
| 6                                                         | Michael Mørkøv (DEN)         | 18e         |
| 7                                                         | Nils Politt (GER)            | 9e          |
| 8                                                         | Alexander Porsev (RUS)       | 47e         |
| Directeurs sportifs : Torsten Schmidt, Guennadi Mikhailov |                              |             |

| Etixx-Quick Step EQS                                  | Etixx-Quick Step EQS           | Etixx-Quick Step EQS |
| ----------------------------------------------------- | ------------------------------ | -------------------- |
| Num                                                   | Coureur                        | Pos                  |
| 11                                                    | Iljo Keisse (BEL)              | NP-3b                |
| 12                                                    | Marcel Kittel (GER)            | 65e                  |
| 13                                                    | Guillaume Van Keirsbulck (BEL) | 70e                  |
| 14                                                    | Davide Martinelli (ITA)        | 76e                  |
| 15                                                    | Maximiliano Richeze (ARG)      | 86e                  |
| 16                                                    | Fabio Sabatini (ITA)           | 66e                  |
| 17                                                    | Tony Martin (GER) (Clm)        | 4e                   |
| 18                                                    | Łukasz Wiśniowski (POL)        | 64e                  |
| Directeurs sportifs : Rik Van Slycke, Geert Van Bondt |                                |                      |

| Tinkoff TNK                                       | Tinkoff TNK          | Tinkoff TNK |
| ------------------------------------------------- | -------------------- | ----------- |
| Num                                               | Coureur              | Pos         |
| 21                                                | Erik Baška (SVK)     | 77e         |
| 22                                                | Maciej Bodnar (POL)  | 68e         |
| 23                                                | Pavel Brutt (RUS)    | 67e         |
| 24                                                | Michal Kolář (SVK)   | 78e         |
| 25                                                |                      |             |
| 26                                                | Juraj Sagan (SVK)    | 27e         |
| 27                                                |                      |             |
| 28                                                | Nikolay Trusov (RUS) | 20e         |
| Directeurs sportifs : Tristan Hoffman, Ján Valach |                      |             |

| Lotto-Soudal LTS                                    | Lotto-Soudal LTS      | Lotto-Soudal LTS |
| --------------------------------------------------- | --------------------- | ---------------- |
| Num                                                 | Coureur               | Pos              |
| 31                                                  | Lars Bak (DEN)        | AB-3a            |
| 32                                                  | Sean De Bie (BEL)     | NP-3b            |
| 33                                                  | Jasper De Buyst (BEL) | AB-1             |
| 34                                                  | Marcel Sieberg (GER)  | NP-3b            |
| 35                                                  | André Greipel (GER)   | 75e              |
| 36                                                  | Pim Ligthart (NED)    | 25e              |
| 37                                                  | Frederik Frison (BEL) | 56e              |
| 38                                                  |                       |                  |
| Directeurs sportifs : Bart Leysen, Frederik Willems |                       |                  |

| Astana # AST                                          | Astana # AST                | Astana # AST |
| ----------------------------------------------------- | --------------------------- | ------------ |
| Num                                                   | Coureur                     | Pos          |
| 41                                                    | Laurens De Vreese (BEL)     | 14e          |
| 42                                                    | Jakob Fuglsang (DEN)        | 85e          |
| 43                                                    | Dmitriy Gruzdev (KAZ)       | 11e          |
| 44                                                    | Andrea Guardini (ITA)       | NP-3b        |
| 45                                                    | Arman Kamyshev (KAZ)        | AB-2         |
| 46                                                    | Alexey Lutsenko (KAZ) (Clm) | 3e           |
| 47                                                    | Lars Boom (NED)             | NP-3a        |
| 48                                                    | Lieuwe Westra (NED)         | 1er          |
| Directeurs sportifs : Gorazd Štangelj, Stefano Zanini |                             |              |

| BMC Racing BMC                                           | BMC Racing BMC       | BMC Racing BMC |
| -------------------------------------------------------- | -------------------- | -------------- |
| Num                                                      | Coureur              | Pos            |
| 51                                                       | Tom Bohli (SUI)      | 31e            |
| 52                                                       | Floris Gerts (NED)   | 74e            |
| 53                                                       | Stefan Küng (SUI)    | 7e             |
| 54                                                       | Taylor Phinney (USA) | NP-2           |
| 55                                                       | Michael Schär (SUI)  | NP-2           |
| 56                                                       | Dylan Teuns (BEL)    | 29e            |
| 57                                                       | Loïc Vliegen (BEL)   | 24e            |
| 58                                                       | Rick Zabel (GER)     | 13e            |
| Directeurs sportifs : Maximilian Sciandri, Marco Pinotti |                      |                |

| Cannondale CPT                            | Cannondale CPT             | Cannondale CPT |
| ----------------------------------------- | -------------------------- | -------------- |
| Num                                       | Coureur                    | Pos            |
| 61                                        | Jack Bauer (NZL)           | 46e            |
| 62                                        | Alberto Bettiol (ITA)      | 21e            |
| 63                                        | Patrick Bevin (NZL) (Clm)  | AB-1           |
| 64                                        | Matti Breschel (DEN)       | AB-1           |
| 65                                        | Kristjan Koren (SLO)       | AB-1           |
| 66                                        | Alan Marangoni (ITA)       | 87e            |
| 67                                        | Ryan Mullen (IRL) (Clm)    | AB-2           |
| 68                                        | Kristoffer Skjerping (NOR) | AB-1           |
| Directeurs sportifs : Eric Van Lancker, ? |                            |                |

| FDJ                                                 | FDJ                    | FDJ  |
| --------------------------------------------------- | ---------------------- | ---- |
| Num                                                 | Coureur                | Pos  |
| 71                                                  |                        |      |
| 72                                                  | Murilo Fischer (BRA)   | 88e  |
| 73                                                  | Marc Fournier (FRA)    | AB-1 |
| 74                                                  | Daniel Hoelgaard (NOR) | 98e  |
| 75                                                  | Johan Le Bon (FRA)     | 10e  |
| 76                                                  | Olivier Le Gac (FRA)   | 54e  |
| 77                                                  | Yoann Offredo (FRA)    | AB-1 |
| 78                                                  | Marc Sarreau (FRA)     | 51e  |
| Directeurs sportifs : Frédéric Guesdon, Marc Madiot |                        |      |

| Lampre-Merida LAM                                     | Lampre-Merida LAM               | Lampre-Merida LAM |
| ----------------------------------------------------- | ------------------------------- | ----------------- |
| Num                                                   | Coureur                         | Pos               |
| 81                                                    | Xu Gang (CHN)                   | AB-1              |
| 82                                                    | Chun Kai Feng (TPE) (Route/Clm) | AB-1              |
| 83                                                    | Roberto Ferrari (ITA)           | 63e               |
| 84                                                    | Marko Kump (SLO) (Route)        | 90e               |
| 85                                                    | Sacha Modolo (ITA)              | NP-2              |
| 86                                                    | Luka Pibernik (SLO)             | 42e               |
| 87                                                    |                                 |                   |
| 88                                                    | Federico Zurlo (ITA)            | 59e               |
| Directeurs sportifs : Mario Scirea, Simone Pedrazzini |                                 |                   |

| Orica-GreenEDGE OGE                                   | Orica-GreenEDGE OGE       | Orica-GreenEDGE OGE |
| ----------------------------------------------------- | ------------------------- | ------------------- |
| Num                                                   | Coureur                   | Pos                 |
| 91                                                    | Sam Bewley (NZL)          | NP-3b               |
| 92                                                    | Mitchell Docker (AUS)     | AB-1                |
| 93                                                    | Luke Durbridge (AUS)      | 6e                  |
| 94                                                    |                           |                     |
| 95                                                    | Jens Keukeleire (BEL)     | NP-3a               |
| 96                                                    | Luka Mezgec (SLO)         | NP-3b               |
| 97                                                    | Magnus Cort Nielsen (DEN) | 73e                 |
| 98                                                    | Svein Tuft (CAN)          | 97e                 |
| Directeurs sportifs : Laurenzo Lapage, Matthew Wilson |                           |                     |

| Sky SKY                                              | Sky SKY                | Sky SKY |
| ---------------------------------------------------- | ---------------------- | ------- |
| Num                                                  | Coureur                | Pos     |
| 101                                                  | Andrew Fenn (GBR)      | 84e     |
| 102                                                  | Christian Knees (GER)  | AB-3a   |
| 103                                                  |                        |         |
| 104                                                  |                        |         |
| 105                                                  | Luke Rowe (GBR)        | AB-2    |
| 106                                                  | Ian Stannard (GBR)     | NP-3a   |
| 107                                                  | Danny van Poppel (NED) | 30e     |
| 108                                                  | Elia Viviani (ITA)     | 72e     |
| Directeurs sportifs : Brett Lancaster, Gabriel Rasch |                        |         |

| Bardiani CSF BAR                      | Bardiani CSF BAR         | Bardiani CSF BAR |
| ------------------------------------- | ------------------------ | ---------------- |
| Num                                   | Coureur                  | Pos              |
| 111                                   | Nicola Boem (ITA)        | AB-2             |
| 112                                   | Sonny Colbrelli (ITA)    | 17e              |
| 113                                   | Mirco Maestri (ITA)      | 37e              |
| 114                                   | Lorenzo Rota (ITA)       | AB-1             |
| 115                                   | Nicola Ruffoni (ITA)     | AB-1             |
| 116                                   | Paolo Simion (ITA)       | 81e              |
| 117                                   | Luca Sterbini (ITA)      | AB-1             |
| 118                                   | Alessandro Tonelli (ITA) | 89e              |
| Directeur sportif : Roberto Reverberi |                          |                  |

| Bora-Argon 18 BOA                                        | Bora-Argon 18 BOA         | Bora-Argon 18 BOA |
| -------------------------------------------------------- | ------------------------- | ----------------- |
| Num                                                      | Coureur                   | Pos               |
| 121                                                      | Shane Archbold (NZL)      | 43e               |
| 122                                                      | Jan Bárta (CZE) (Clm)     | 32e               |
| 123                                                      | Phil Bauhaus (GER)        | 101e              |
| 124                                                      | Zakkari Dempster (AUS)    | 44e               |
| 125                                                      | Ralf Matzka (GER)         | 61e               |
| 126                                                      | Lukas Pöstlberger (AUT)   | 91e               |
| 127                                                      | Andreas Schillinger (GER) | 45e               |
| 128                                                      | Scott Thwaites (GBR)      | NP-3b             |
| Directeurs sportifs : Enrico Poitschke, Steffen Radochla |                           |                   |

| Cofidis COF                                   | Cofidis COF                   | Cofidis COF |
| --------------------------------------------- | ----------------------------- | ----------- |
| Num                                           | Coureur                       | Pos         |
| 131                                           |                               |             |
| 132                                           | Hugo Hofstetter (FRA)         | 41e         |
| 133                                           | Gert Jõeäär (EST) (Route/Clm) | 34e         |
| 134                                           | Christophe Laporte (FRA)      | NP-2        |
| 135                                           | Cyril Lemoine (FRA)           | AB-2        |
| 136                                           | Florian Sénéchal (FRA)        | 22e         |
| 137                                           | Michael Van Staeyen (BEL)     | 92e         |
| 138                                           | Kenneth Vanbilsen (BEL)       | 62e         |
| Directeurs sportifs : Christian Guiberteau, ? |                               |             |

| Direct Énergie DEN                                       | Direct Énergie DEN     | Direct Énergie DEN |
| -------------------------------------------------------- | ---------------------- | ------------------ |
| Num                                                      | Coureur                | Pos                |
| 141                                                      | Ryan Anderson (CAN)    | 33e                |
| 142                                                      | Romain Cardis (FRA)    | 80e                |
| 143                                                      | Sylvain Chavanel (FRA) | 5e                 |
| 144                                                      | Antoine Duchesne (CAN) | AB-1               |
| 145                                                      | Yohann Gène (FRA)      | 96e                |
| 146                                                      | Julien Morice (FRA)    | NP-3b              |
| 147                                                      | Adrien Petit (FRA)     | 79e                |
| 148                                                      | Alexandre Pichot (FRA) | 82e                |
| Directeurs sportifs : Dominique Arnould, Lylian Lebreton |                        |                    |

| Nippo-Vini Fantini NIP                                  | Nippo-Vini Fantini NIP     | Nippo-Vini Fantini NIP |
| ------------------------------------------------------- | -------------------------- | ---------------------- |
| Num                                                     | Coureur                    | Pos                    |
| 151                                                     | Pierpaolo De Negri (ITA)   | 94e                    |
| 152                                                     | Iuri Filosi (ITA)          | 19e                    |
| 153                                                     | Eduard-Michael Grosu (ROU) | 52e                    |
| 154                                                     | Manabu Ishibashi (JPN)     | AB-1                   |
| 155                                                     | Yūma Koishi (JPN)          | 104e                   |
| 156                                                     | Riccardo Stacchiotti (ITA) | 53e                    |
| 157                                                     | Antonio Viola (ITA)        | 106e                   |
| 158                                                     | Gianfranco Zilioli (ITA)   | 105e                   |
| Directeurs sportifs : Mario Manzoni, Shinichi Fukushima |                            |                        |

| ONE                                      | ONE                            | ONE  |
| ---------------------------------------- | ------------------------------ | ---- |
| Num                                      | Coureur                        | Pos  |
| 161                                      | Marcin Białobłocki (POL) (Clm) | 69e  |
| 162                                      | Matthew Goss (AUS)             | AB-1 |
| 163                                      | Kristian House (GBR)           | 48e  |
| 164                                      | Joshua Hunt (GBR)              | AB-1 |
| 165                                      | Chris Opie (GBR)               | AB-1 |
| 166                                      | Hayden McCormick (NZL)         | 36e  |
| 167                                      | Martin Mortensen (DEN)         | AB-2 |
| 168                                      | Steele Von Hoff (AUS)          | AB-1 |
| Directeurs sportifs : Matthew Winston, ? |                                |      |

| Roompot-Oranje Peloton ROP                                | Roompot-Oranje Peloton ROP | Roompot-Oranje Peloton ROP |
| --------------------------------------------------------- | -------------------------- | -------------------------- |
| Num                                                       | Coureur                    | Pos                        |
| 171                                                       | Berden de Vries (NED)      | 12e                        |
| 172                                                       | Michel Kreder (NED)        | AB-3a                      |
| 173                                                       | Raymond Kreder (NED)       | 50e                        |
| 174                                                       | André Looij (NED)          | 55e                        |
| 175                                                       | Barry Markus (NED)         | AB-1                       |
| 176                                                       | Tim Kerkhof (NED)          | AB-1                       |
| 177                                                       | Sjoerd van Ginneken (NED)  | 60e                        |
| 178                                                       | Ivar Slik (NED)            | 49e                        |
| Directeurs sportifs : Michel Cornelisse, Geert van Diepen |                            |                            |

| Southeast-Venezuela STH                          | Southeast-Venezuela STH  | Southeast-Venezuela STH |
| ------------------------------------------------ | ------------------------ | ----------------------- |
| Num                                              | Coureur                  | Pos                     |
| 181                                              | Manuel Belletti (ITA)    | AB-2                    |
| 182                                              | Andrea Dal Col (ITA)     | AB-1                    |
| 183                                              | Andrea Fedi (ITA)        | AB-2                    |
| 184                                              | Giuseppe Fonzi (ITA)     | 95e                     |
| 185                                              | Jakub Mareczko (ITA)     | AB-1                    |
| 186                                              | Filippo Pozzato (ITA)    | 26e                     |
| 187                                              | Mirko Tedeschi (ITA)     | AB-1                    |
| 188                                              | Eugert Zhupa (ALB) (Clm) | AB-1                    |
| Directeurs sportifs : Luca Scinto, Serge Parsani |                          |                         |

| Stölting Service Group SSG              | Stölting Service Group SSG      | Stölting Service Group SSG |
| --------------------------------------- | ------------------------------- | -------------------------- |
| Num                                     | Coureur                         | Pos                        |
| 191                                     |                                 |                            |
| 192                                     | Lasse Norman Hansen (DEN)       | 102e                       |
| 193                                     | Alexander Kamp (DEN)            | AB-1                       |
| 194                                     | Alex Kirsch (LUX)               | 15e                        |
| 195                                     | Mads Pedersen (DEN)             | 8e                         |
| 196                                     | Michael Reihs (DEN)             | 58e                        |
| 197                                     | Michael Carbel Svendgaard (DEN) | 93e                        |
| 198                                     | Jonas Tenbrock (GER)            | 83e                        |
| Directeurs sportifs : André Steensen, ? |                                 |                            |

| Topsport Vlaanderen-Baloise TSV                         | Topsport Vlaanderen-Baloise TSV | Topsport Vlaanderen-Baloise TSV |
| ------------------------------------------------------- | ------------------------------- | ------------------------------- |
| Num                                                     | Coureur                         | Pos                             |
| 201                                                     | Amaury Capiot (BEL)             | 28e                             |
| 202                                                     | Maxime Farazijn (BEL)           | 40e                             |
| 203                                                     | Sander Helven (BEL)             | 39e                             |
| 204                                                     | Jonas Rickaert (BEL)            | 35e                             |
| 205                                                     | Stijn Steels (BEL)              | 38e                             |
| 206                                                     | Gijs Van Hoecke (BEL)           | 16e                             |
| 207                                                     | Bert Van Lerberghe (BEL)        | 23e                             |
| 208                                                     | Pieter Vanspeybrouck (BEL)      | NP-3a                           |
| Directeurs sportifs : Walter Planckaert, Hans De Clercq |                                 |                                 |

| -                          | -       | -   |
| -------------------------- | ------- | --- |
| Num                        | Coureur | Pos |
| 211                        |         |     |
| 212                        |         |     |
| 213                        |         |     |
| 214                        |         |     |
| 215                        |         |     |
| 216                        |         |     |
| 217                        |         |     |
| 218                        |         |     |
| Directeurs sportifs : -, - |         |     |

| Gazprom-RusVelo GAZ                                 | Gazprom-RusVelo GAZ       | Gazprom-RusVelo GAZ |
| --------------------------------------------------- | ------------------------- | ------------------- |
| Num                                                 | Coureur                   | Pos                 |
| 221                                                 | Igor Boev (RUS)           | 107e                |
| 222                                                 | Alexey Kurbatov (RUS)     | AB-1                |
| 223                                                 | Viktor Manakov (RUS)      | 100e                |
| 224                                                 | Sergey Nikolaev (RUS)     | 99e                 |
| 225                                                 | Ivan Savitskiy (RUS)      | 71e                 |
| 226                                                 | Kirill Sveshnikov (RUS)   | AB-1                |
| 227                                                 | Andrey Solomennikov (RUS) | 57e                 |
| 228                                                 | Mamyr Stash (RUS)         | 103e                |
| Directeurs sportifs : Sergueï Ivanov, Alexei Markov |                           |                     |